# Underground Authority
Underground Authority (en español: Autoridad de metro) (Bengalí: আন্ডারগ্রাউন্ড অথরিটি), [abreviado como UA] es una banda musical de la India, que interpreta música rock alternativa y rap. Formada a principios de 2010, en Calcuta, su estilo musical es una fusión de poesía de protesta, reggae, rock alternativo, rap rock y hard rock. La banda se ha caracterizado por las letras de sus canciones, con mensajes sociopolíticos y en contra del capitalismo.
La banda está integrada por Santhanam Srinivasan Iyer (vocalista), Adil Rashid (guitarra), Kuntal De (guitarra rítmica), Soumyadeep Bhattacharya (bajo y guitarra) y Sourish Kumar (baterías).

## Historia
Se formó a principios en 2010, presentándose en una de las actuaciones organizadas para un festival de Calcuta, Banned y Skydive, han propuesto actuar juntos. Su principal inició en su carrera musical de la banda, fue tocar en bares de primera clase de Calcuta y han participado en eventos musicales más importantes, incluyendo en el festival de "Rock Pub Underground". También fueron finalistas a nivel nacional, tras participar en un concurso de bandas de rock llamado, "Yamaha Asian Beat 2010", celebrado en el "Hard Rock" Cafe en Mumbai. 
El 17 de mayo de 2010, se celebró un concierto en Calcuta, organizado por "Power 107.8 FM", para ayudar a promover la conciencia colectiva sobre la extinción de los tigres en la India. 
El 16 de julio de 2010, participaron en un concierto especial organizado por otras bandas populares de la ciudad, donde se rindieron homenajes a los directores de música de cine de la India en el pub, 'Basement' at 'Samilton Hotel', en Calcuta. Ellos interpretaron sus canciones dirigidas por "Rukmini" y "Humma Humma", en sus propias versiones como un homenaje.

## Instrumentos

### Guitarras
- Schecter ATX Black Jack
- Schecter Hellraiser
- ESP EC50
- Gibson Les Paul Studio
- Epiphone Les Paul
- Squire Classic Vibes series
- Hagström Jazz
- Parker Fly

### Procesores
- POD XT
- LivePOD HD500
- BOSS GT-6
- POD X3 Live
- Digitech Vocalist Live 4

### Pedales
- Distortion Pedal
- Digital Delay Pedal
- Chorus Pedal
- Phaser Pedal
- Flanger Pedal
- Volume Control Pedal